# Erechthias
Erechthias là một chi côn trùng thuộc họ Tineidae.

## Hình ảnh

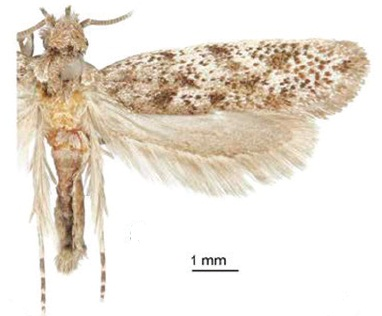
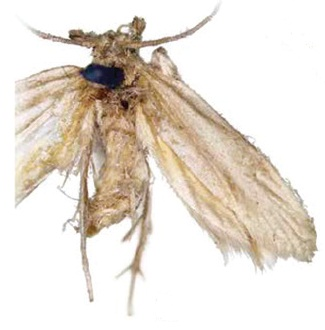
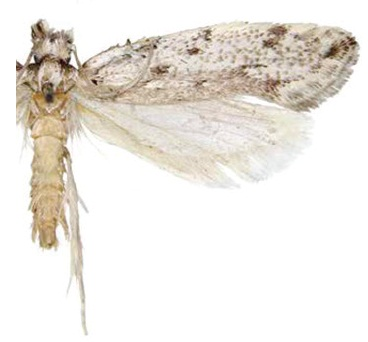
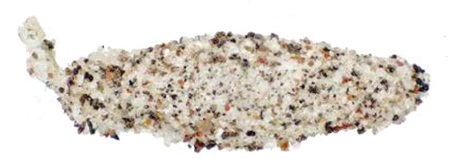